# Hawk & Chick

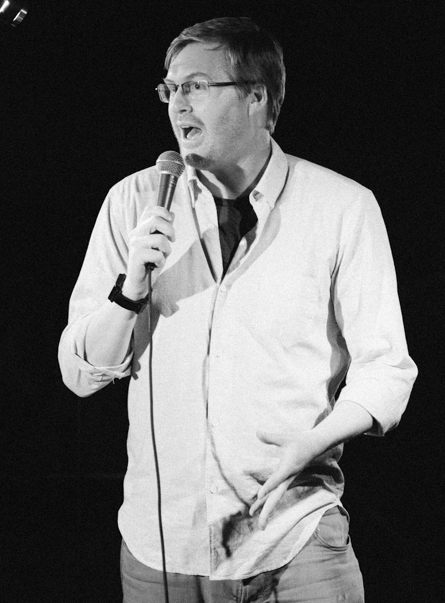
Kurt Braunohler (2013)

Hawk & Chick ist die 20. Folge der fünften Staffel der animierten Comedyserie Bob’s Burgers und die 87. Folge insgesamt. Sie wurde von Rich Rinaldi geschrieben, Regie führte Tyree Dillihay. Keisuke Hoashi (Shinji Kojima/Hawk), Suzy Nakamura (Yuki Kojima/Chick) und Kurt Braunohler (Dominic) treten als Gastsprecher auf. Die Erstausstrahlung erfolgte in den USA am 17. Mai 2015 auf Fox, die deutschsprachige Erstausstrahlung fand am 14. Juni 2016 auf Comedy Central statt. Kristen Schaal, die im Original Louise Belcher ihre Stimme leiht, erhielt für diese Episode einen Annie Award. In dieser Folge treffen Bob Belcher und seine Tochter Louise den Schauspieler von Hawk aus ihrer Lieblings-Kampfkunst-Serie, der auf der Suche nach seiner Tochter ist.

## Handlung
Bob und Louise sehen auf dem Markt einen Mann, den sie für Shinji Kojima halten, einen japanischen Schauspieler, der in ihrer gemeinsamen Lieblingsserie Hawk & Chick Hawk gespielt hat. Sie folgen ihm in ein Hotel, wo sich herausstellt, dass sie mit ihrer Vermutung richtig lagen. Als Shinji sie nach einem guten Restaurant fragt, empfiehlt Bob sein eigenes. Im Restaurant schaut die Familie Belcher zusammen mit Shinji eine Folge von Hawk & Chick. Daraufhin erzählt Shinji, dass er auf der Suche nach seiner Tochter Yuki Kojima ist, die Hawks Tochter Chick gespielt hat und später mit ihrer Mutter in die USA ausgewandert ist, wo sie inzwischen als Steuerberaterin arbeitet.
Bob und Louise beschließen, ein Hawk-&-Chick-Filmfestival im örtlichen Kino zu veranstalten, aber der Kinobesitzer lehnt dies ab. Allerdings erklärt ihnen der Mitarbeiter Dominic, dass sie das Kino nach Mitternacht nutzen können, wenn der Besitzer das Gebäude verlassen hat. Da Bob keine werbefreie Kopie besitzt, erklärt Dominic sich bereit, eine Filmrolle von einer der Folgen zu besorgen. Bob und Louise besuchen daraufhin Yuki und versuchen sie dazu zu überzeugen, zum Filmfestival zu kommen. Yuki lehnt ab, da sie kein Interesse hat ihren Vater wiederzusehen. Als die beiden behaupten, Shinji würde nicht kommen, sagt Yuki zu. Inzwischen hat Dominic eine Kopie organisiert, dabei handelt es sich aber um eine japanische Originalversion ohne Untertitel. Bob tippt daraufhin die Übersetzung ab, sodass er mit seiner Familie eine Synchronfassung mit einem Kassettenrekorder aufnehmen kann.
Die Belchers bringen Yuki und Shinji getrennt zum Kino, damit Yuki ihren Vater nicht sieht. Während der Filmvorführung werden allerdings die Batterien des Kassettenrekorders leer, sodass die Originaltonspur zu hören ist. Bob beschließt, zusammen mit seiner Familie den Rest der Folge live zu synchronisieren. Als Yuki daraufhin den Kinosaal verlassen will, gibt sich Shinji zu erkennen und beide sprechen sich aus. Louise befürchtet, dass sie und ihr Vater sich genauso auseinanderleben könnten wie Shinji und Yuki. Bob beruhigt sie, indem er ihr erklärt, dass ihnen dieses Schicksal nicht widerfahren wird.

## Rezeption
Alasdair Wilkins vom A.V. Club bewertete die Folge mit „A“ und schrieb, dass diese „eine wundervolle Arbeit [macht], indem etwas von ziemlich weit außerhalb genommen und in den Orbit der Belchers gebracht wird; es ist vielleicht ein wenig willkürlich, dass eine japanische Kinderschauspielerin in die Vereinigten Staaten einwandert und eine Steuerberaterin in einer verschlafenen Küstenstadt in New Jersey wird, aber wenn das der Plan ist, der nötig ist um die Geschichte ins Rollen zu bringen, dann soll es so sein.“ Wilkins sieht es als zentrales Thema an, dass Dominic nur eine Kopie ohne Untertitel oder Synchronisation organisieren konnte, sodass Bob selbst eine Synchronfassung zusammen mit seiner Familie aufnehmen muss. Dass die Batterien während der Vorführung leer werden, „ermöglicht eine noch vertraulichere Verbindung zwischen den beiden Vater-Tochter-Beziehungen. Kristen Schaal ist selten besser gewesen, als, während sie unbewusst sagt, wie viel Angst Louise davor hat, dass Chicks Schicksal irgendwann ihr eigenes sein könnte, und H. Jon Benjamin passt perfekt zu ihr, als Bob während der Synchronisation realisiert, dass das alles womöglich nicht davon handelt, was er gedacht hat.“ Seiner Meinung nach ist „‚Hawk & Chick‘ […] ein sehr realer Anwärter auf die süßeste Episode in der Geschichte der Serie“ und „ein Juwel.“
Bei ihrer Erstausstrahlung erreichte die Folge 1,95 Millionen Zuschauern und ein Zielgruppen-Rating von 0,9 Prozent. Damit ist es die fünftmeistgesehene Sendung an diesem Abend auf Fox hinter Brooklyn Nine-Nine, einer zweiten Folge von Bob’s Burgers, den Simpsons und Family Guy.
Schaal erhielt für ihre Rolle als Louise in dieser Folge einen Annie Award in der Kategorie Outstanding Achievement, Voice Acting in an Animated TV/Broadcast Production.